# Tobipuranga ruficoxis
Tobipuranga ruficoxis är en skalbaggsart som först beskrevs av Bates 1870.  Tobipuranga ruficoxis ingår i släktet Tobipuranga och familjen långhorningar. Inga underarter finns listade i Catalogue of Life.